# Indijski ustanak 1857.
Indijski ustanak 1857. godine bio je velik, ali na kraju neuspješan ustanak u Indiji koji je trajao od 1857. – 1858. protiv vladavine Britanske istočnoindijske kompanije, koja je u ime Britanskog Carstva djelovala kao suverena sila.
Pobuna je započela 10. svibnja 1857. u obliku pobune sepoja kompanijine vojske u garnizonskom gradu Meerutu, 64 km sjeveroistočno od Delhija (sada Stari Delhi). Sepoji su bili vojnici britanskih kolonijalnih postrojba u Indiji. Pobuna je zatim eruptirala u druge pobune i civilne pobune, uglavnom u gornjem dijelu doline Gangesa i središnjoj Indiji, iako je bilo nemira i dalje na sjeveru i istoku. Ova pobuna predstavljala je značajnu prijetnju britanskoj moći u tom području i bila je suzbijena tek nakon poraza pobunjenika u Gwalioru 20. lipnja 1858. godine. Dana 1. studenoga 1858. Britanci su odobrili amnestiju svim pobunjenicima koji nisu umiješani u ubojstva, iako nisu objavili da su neprijateljstva službeno završena sve do 8. srpnja 1859. Pobuna je poznata pod mnogim imenima, uključujući Sepojska pobuna, Indijska pobuna, Velika pobuna, Pobuna iz 1857. godine, Indijski ustanak i Prvi rat za nezavisnost.
Indijska pobuna nastala je kao rezultat niza čimbenika uključujući: invazivne socijalne reforme britanskoga stila, zbog oštrih poreza na zemljište, sveukupnoga tretman nekih bogatih vlasnika zemljišta i prinčeva, kao i skepticizma prema poboljšanjima koje je donijela britanska vladavina. Mnogi Indijci podigli su se protiv Britanaca; međutim, mnogi su se također borili za Britance, a većina se i dalje naizgled ponašala u skladu s britanskom upravom. Nasilje koje je ponekad manifestiralo izuzetnu okrutnost bilo je s obje strane, nad britanskim oficirima i civilima, uključujući žene i djecu, od strane pobunjenika, i nad pobunjenicima i njihovim pristalicama, uključujući ponekad čitava sela, britanskim represalijama; gradovi Delhi i Lucknow razoreni su u borbama i zbog britanske odmazde.
Ubijeno je između 6000 od 40.000 Britanaca te čak 800.000 Indijaca, a možda i više, kako zbog pobune, tako i zbog gladi i epidemija bolesti, sudeći po procjenama stanovništva iz 1857. i indijskom popisu iz 1871. godine.